# Sande Vila Nova e Sande São Clemente
Sande Vila Nova e Sande São Clemente (llamada oficialmente União das Freguesias de Sande Vila Nova e Sande São Clemente) es una freguesia portuguesa del municipio de Guimarães, distrito de Braga.

## Historia
Fue creada el 28 de enero de 2013 en aplicación de una resolución de la Asamblea de la República de Portugal promulgada el 16 de enero de 2013 con la unión de las freguesias de São Clemente de Sande y Vila Nova de Sande, pasando su sede a estar situada en la antigua freguesia de Vila Nova de Sande.

## Demografía
| Gráfica de evolución demográfica de Sande Vila Nova e Sande São Clemente entre 2011 y 2021 |
|                                                                                            |
| Datos según el nomenclátor publicado por el INE portugués.                                 |